# Isohypsibius granulifer
Isohypsibius granulifer är en djurart som tillhör fylumet trögkrypare, och som beskrevs av Thulin 1928. Isohypsibius granulifer ingår i släktet Isohypsibius och familjen Hypsibiidae. Arten är reproducerande i Sverige.

## Underarter
Arten delas in i följande underarter:
- I. g. granulifer
- I. g. koreanensis